# Чичестер
Чичестер  (англ. Chichester) — город в Юго-Восточной Англии, административный центр графства Западный Суссекс и одноимённого района.

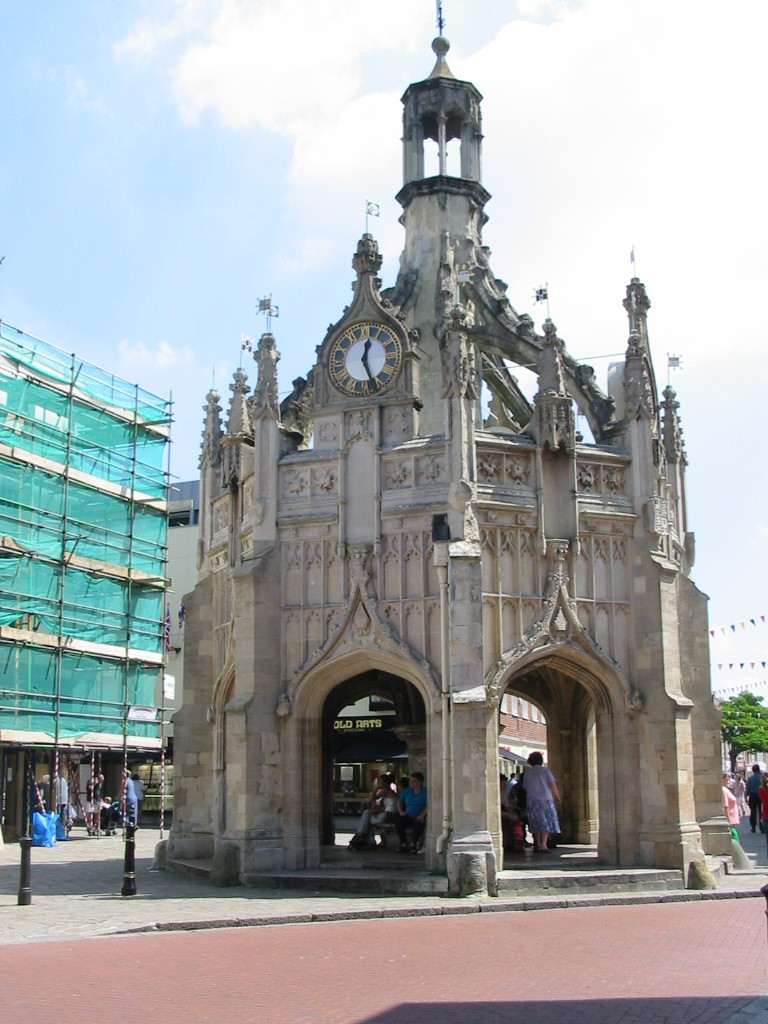
Рыночный крест (конец XV века).

В окрестностях обширный Гудвуд-парк, с великолепным замком герцога Ричмондского. В римское время здесь находился город Новиомаг Регниев (лат. Noviomagus Reginorum) — крепость, а затем столица римско-британского зависимого царства Цивитас Регинорум (лат. Civitas Reginorum). В конце V века крепость была разрушена царём Эллой, затем вновь отстроена его сыном Циссой и получила с тех пор имя Cissan ceaster (лат. Cissae castrum). Часть древних стен уцелела.
В первой половине IX века Чичестер был значительным пунктом. При Вильгельме Завоевателе стал резиденцией епископа; позже был главным городом графства Суссекс. С 1114 по 1336 гг. строился пятинефный собор в готическом стиле, который называют самым типичным средневековым собором Англии.

## Чичестер в искусстве
В этом городе частично происходит действие одного из рассказов Агаты Кристи о детективе Эркюле Пуаро «Приключения Итальянского Аристократа».
Чичестер упоминается в фильме Стивена Фрая «Цвет молодежи», снятого по мотивам романа Ивлина Во «Мерзкая плоть».
В Чичестере погибает капитан Рональд Ферз, герой романа «В ожидании» Джона Голсуорси.

## Источник
- Чичестер // Энциклопедический словарь Брокгауза и Ефрона : в 86 т. (82 т. и 4 доп.). — СПб., 1890—1907.